# Where the River Turns to Sea
Where the River Turns to Sea är den svenska duon Dives debutalbum, utgivet 1990. Samtliga låtar är skrivna av Chris Lancelot och Erik Holmberg utom sista spåret som är skrivet av Holmberg.

## Låtlista
| 1. | Overflow      | 6:24 |
| 2. | Same Old Town | 4:28 |
| 3. | Explore       | 1:38 |
| 4. | Holy Ground   | 3:02 |
| 5. | Big Machine   | 5:23 |
| 6. | City of Sound | 4:23 |

| 1. | The Big One                  | 3:54 |
| 2. | Monday                       | 4:24 |
| 3. | Captain Nemo                 | 5:31 |
| 4. | The Pilot                    | 4:43 |
| 5. | New World                    | 3:07 |
| 6. | Where the River Turns to Sea | 1:40 |

## Medverkande
Dive
- Chris Lancelot
- Erik Holmberg

Gästmusiker
- Anna Nederdal